# Бигерс (Арканзас)
Бигерс (енгл. Biggers) град је у америчкој савезној држави Арканзас.

## Демографија
По попису из 2010. године број становника је 347, што је 8 (-2,3%) становника мање него 2000. године.
| Група             | 2000.       | 2010.       |
| Белци             | 339 (95,5%) | 330 (95,1%) |
| Афроамериканци    | 7 (2,0%)    | 1 (0,3%)    |
| Азијати           | 0 (0,0%)    | 0 (0,0%)    |
| Хиспаноамериканци | 1 (0,3%)    | 5 (1,4%)    |
| Укупно            | 355         | 347         |